# Ораховац (община)
Ораховац (серб. Ораховац) —  община в Косове, входит в Джаковицкий округ.
Точных данных о населении общины нет. Занимаемая площадь — 401 км².
Административный центр общины — город Ораховац. Община Ораховац состоит из 55 населённых пунктов, средняя площадь населённого пункта — 7,3 км².

## Административная принадлежность
| Сербская позиция                                             | Албанская позиция                            |
| ------------------------------------------------------------ | -------------------------------------------- |
| входит в Призренский округ автономного края Косово и Метохия | входит в Джаковицкий округ Республики Косово |